# Héritier Bahati Chuma
Héritier Bahati Chuma (né à Nizi le 21 août 1987) est un homme politique de la République démocratique du Congo et député national, élu de la circonscription du Djugu dans la province de l'Ituri,,,.

## Biographie
L'honorable Héritier Bahati, il est né à Nizi le 21 août 1987, élu député national dans la circonscription électorale du Djugu dans la province de l'Ituri, il est membre du parti politique AAB.